# Opeth
Opeth este o formație suedeză de muzică rock/metal formată în 1989 în Stockholm. Formația, după mai multe schimbări în componență, e alcătuită din Mikael Åkerfeldt (voce/chitară), Fredrik Åkesson (chitară), Martin Mendez (chitară bas), Martin "Axe" Axenrot (baterie) și Per Wiberg (clape). De la înființarea formația, ea a avut 15 membri oficiali, însă în prezent, doar Åkerfeld e membrul original.
Stilul dominant al formației este Death metal-ul, însă Opeth combină genul lor cu metalul progresiv, rock-ul progresiv, folk-ul, jazz-ul și blues-ul, cele mai elocvente exemple fiind albumele Blackwater Park și Ghost Reveries, iar piesele lor au o durată de aproximativ zece minute. O excepție e albumul Damnation (2003), o înregistrare predominant rock progresiv, fara să conțină influențe death metal pe voce sau melodii ce depășesc opt minute.
Opeth a realizat doisprezece albume de studiou, două albume live și un DVD. Formația a debutat cu Orchid în 1995, dar succesul comercial a fost atins cu Damnation în 2003. De atunci, formația a realizat albumul Ghost Reveries, ce a debutat pe poziția 64 în U.S. Billboard 200. Cel mai nou album al formației a fost Sorceress lansat pe 30 Septembire 2016.

## Istorie

### Ghost Reveries(2005-astăzi)
În mai 2007, Peter Lindgren părăsește oficial formația Opeth și este înlocuit de Fredrik Åkesson (ex Arch Enemy).
În vara lui 2007, Mikael Akerfeldt a oferit câteve detalii despre viitorul album al trupei. El a declarat că albumul va fi mai rapid, folosind ProTools pentru a înregistra demo-ul, și în prezent lucrează la materiale noi dar se ocupă și de un alt proiect personal. Pe 31 august 2007 a fost prezentată coperta următorului album live, "The Roundhouse Tapes", care a fost apoi lansat pe 22 octombrie 2007 la Peaceville Records. Cd-ul conține înregistrarea concertului susținut de Opeth la Camden Roundhouse, Londra, marea Britanie, pe data de 9 noiembrie 2006.

## Stilul/Genul și influențele
|  | 1990      | Isberg, Åkerfeldt, Nordin, Döring                        |
|  | 1991      | Isberg, Åkerfeldt, Nordin, Pettersson, Dimeo, DeFarfalla |
|  | 1992      | Isberg, Åkerfeldt, Lindgren, Nordin, Guteklint           |
|  | 1993      | Åkerfeldt, Lindgren, Nordin, Guteklint                   |
|  | 1994-1996 | Åkerfeldt, Lindgren, Nordin, DeFarfalla                  |
|  | 1997      | Åkerfeldt, Lindgren, Mendez, Lopez/Nordin                |
|  | 1998-2004 | Åkerfeldt, Lindgren, Mendez, Lopez                       |
|  | 2005-2006 | Åkerfeldt, Lindgren, Mendez, Lopez, Wiberg               |
|  | 2006-2007 | Åkerfeldt, Lindgren, Mendez, Wiberg, Axenrot             |
|  | 2007+     | Åkerfeldt, Åkesson, Mendez, Wiberg, Axenrot              |

## Discografie

### Albume de studiou
| Data realizării    | Titlul                      | Casa de discuri                   |
| ------------------ | --------------------------- | --------------------------------- |
| 1995               | Orchid                      | Candlelight Records/Century Black |
| 1996               | Morningrise                 | Candlelight Records/Century Black |
| 18 august, 1998    | My Arms, Your Hearse        | Candlelight Records/Century Black |
| 18 octombrie, 1999 | Still Life                  | Peaceville Records                |
| 27 februarie, 2001 | Blackwater Park             | Music For Nations                 |
| 4 noiembrie, 2002  | Deliverance                 | Music For Nations                 |
| 14 aprilie, 2003   | Damnation                   | Music For Nations                 |
| 30 august, 2005    | Ghost Reveries              | Roadrunner Records                |
| 19 mai 2008        | Watershed                   | Roadrunner Records                |
| 14 septembrie 2011 | Heritage                    | Roadrunner Records                |
| 26 august 2014     | Pale Communion              | Roadrunner Records                |
| 30 septembrie 2016 | Sorceress                   | Nuclear Blast                     |
| 27 septembrie 2019 | In Cauda Venenum            | Nuclear Blast                     |
| 22 noiembrie 2024  | The Last Will and Testament |                                   |

### Single-uri
| Data realizării | Titlul                    | Casa de discuri        |
| --------------- | ------------------------- | ---------------------- |
| 2001            | The Drapery Falls         | Koch Records           |
| 2003            | Still Day Beneath the Sun | Robotic Empire Records |
| 2006            | The Grand Conjuration     | Roadrunner Records     |

### Albume live
| Data realizării | Titlul               | Casa de discuri    |
| --------------- | -------------------- | ------------------ |
| 2004            | Lamentations         | Music For Nations  |
| 2007            | The Roundhouse Tapes | Peaceville Records |

### Altele
| Data realizării    | Titlul        | Casa de discuri |
| ------------------ | ------------- | --------------- |
| 17 octombrie, 2006 | Opeth Box Set | Koch Records    |

## Membrii formației

### Membri curenți
- Mikael Åkerfeldt – voce, chitară (1990-)
- Fredrik Åkesson - chitară (2007-)
- Martin Mendez – chitară bas (1997-)
- Martin "Axe" Axenrot – baterie (2006-)
- Per Wiberg – clape, voce (2005-)

### Foști membri
- David Isberg – voce (1990-1992)
- Andreas Dimeo – chitară (1991)
- Kim Pettersson – chitară (1991)
- Johan DeFarfalla – chitară bas (1991,1994-1996)
- Stefan Guteklint – chitară bas (1992-1993)
- Mattias Ander – chitară bas (1992)
- Nick Döring – chitară bas (1990-1991)
- Anders Nordin – baterie (1990-1997)
- Martin Lopez – chitară (1997-2006)
- Peter Lindgren – chitară (1991-2007)

| 1990-1991 | - David Isberg – voce - Mikael Åkerfeldt – chitară, voce - Anders Nordin – baterie - Nick Döring – chitară bas                                                           |
| 1991–1992 | - David Isberg – voce - Mikael Åkerfeldt – chitară, voce - Anders Nordin – baterie - Kim Pettersson – chitară - Andreas Dimeo – chitară - Johan DeFarfalla – chitară bas |
| 1992–1993 | - David Isberg – voce - Mikael Åkerfeldt – chitară, voce - Anders Nordin – baterie - Peter Lindgren – chitară - Stefan Guteklint – chitară bas                           |
| 1993–1994 | - Mikael Åkerfeldt – chitară, voce - Anders Nordin – baterie - Peter Lindgren – chitară - Stefan Guteklint – baterie                                                     |
| 1994–1996 | - Mikael Åkerfeldt – chitară, voce - Anders Nordin – baterie - Peter Lindgren – chitară - Johan DeFarfalla – baterie                                                     |
| 1994–1996 | - Mikael Åkerfeldt – chitară, voce - Anders Nordin – baterie - Peter Lindgren – chitară - Johan DeFarfalla – chitară bas                                                 |

| 1997–1998 | - Mikael Åkerfeldt – chitară, voce - Anders Nordin – baterie - Peter Lindgren – chitară - Martin Mendez – chitară bas - Martin Lopez – baterie     |
| 1998–2004 | - Mikael Åkerfeldt – chitară, voce - Peter Lindgren – chitară - Martin Mendez – chitară bas - Martin Lopez – baterie                               |
| 2005-2006 | - Mikael Åkerfeldt – chitară, voce - Peter Lindgren – chitară - Martin Mendez – chitară bas - Martin Lopez – baterie - Per Wiberg – clape          |
| 2006-2007 | - Mikael Åkerfeldt – chitară, voce - Peter Lindgren – chitară - Martin Mendez – chitară bas - Martin "Axe" Axenrot – baterie - Per Wiberg – clape  |
| din 2007  | - Mikael Åkerfeldt – chitară, voce - Fredrik Åkesson – chitară - Martin Mendez – chitară bas - Martin "Axe" Axenrot – baterie - Per Wiberg – clape |